# Distanční rozpěrka

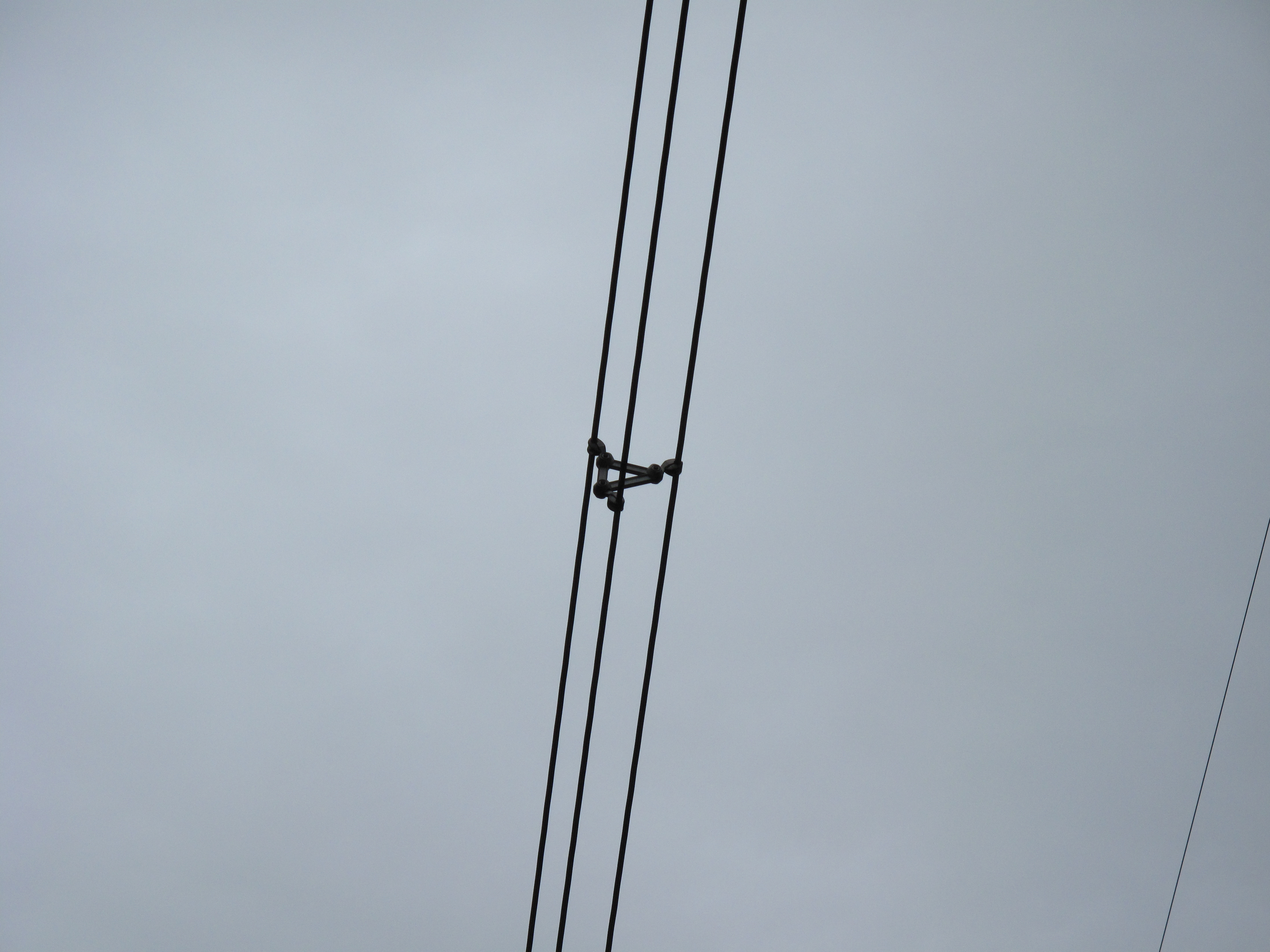
Trojsvazek drátů vysokého napětí s distanční rozpěrkou

Distanční rozpěrka je kovový prvek používaný k oddálení drátů vysokého napětí. Slouží zároveň k jejich držení a vedení společným koridorem v konstantní vzdálenosti od sebe, což je důležité především z hlediska hloubky průniku elektromagnetického pole do nitra vodiče. Dále rozpěrka tlumí vibrace způsobované větrem. Vyrábí se dvoj-, troj-, čtyř- a šesti ramenná pro vedení drátů.